# フレンテ西宮
フレンテ西宮（ふれんてにしのみや）は、兵庫県西宮市池田町にあるショッピングセンター。

## 概要
「フレンテ」とはスペイン語で「額」を意味し、西宮市の中心となることを願って名付けられた。
西宮市にはダイエー西宮店（林田町の現・イオン西宮店で、臨海部の現・ダイエー西宮店とは別）や西宮サティ（2005年1月10日閉店）といったスーパー単体での大型店舗は存在していた。隣接する尼崎市では西武百貨店（当時）を核とするつかしんという大型ショッピングセンターが1985年に開業したが、フレンテ西宮が開業するまで、西宮市には複合大型ショッピングセンターは存在しなかった。
特に西宮市は、以前から阪神西宮駅、JR西ノ宮駅（現西宮駅）、阪急西宮北口駅とターミナル駅が分散していたことや、それぞれの駅周辺はいずれも町並みが古く核となる商業施設も存在しなかったことから、交通の円滑化と商業の活性化を図るために駅前再開発を迫られていた。その中でフレンテ西宮は、JR西ノ宮駅南地区再開発事業の一環で目玉として建設された、大型ショッピングセンターである。
1994年開業。西宮市の関連団体である西宮都市管理株式会社とコープこうべが建物を保有しているが、2階、3階のニトリ出店部分については西宮都市管理がコープこうべの保有床を買い取った部分である（→この経緯は後述も参照）。
- 鉄骨鉄筋コンクリート造 地上6階地下1階棟屋2階
- 敷地面積 8,452m2
- 延床面積 42,246m2
- 物販面積 15,633m2
- 駐輪場 機械式（2時間まで無料）

## 主要テナント
- 東館
  - コープ西宮
  - ニトリ（2009年11月13日開店）
  - ブックランドとおの（書店）
  - 吉野家
  - ミスタードーナツ
  - 杵屋
  - 甲南チケット
  - マルゼン（ドラッグストア）
  - とよす有庵（菓子）
  - 鯛将（お寿司・鮮魚）
  - 学校法人NHK学園フレンテ西宮教室
  - 西宮市市長室秘書国際課
  - 5Fフレンテホール

など
- 西館
  - 但馬銀行
  - TSUTAYAJR西宮店
  - ファミリーマート
  - フレッシュネスバーガー
  - 松屋

など

## コープこうべ撤退問題
核テナントであるコープデイズについては、開業当初は目立った競合店舗は存在しなかったものの、震災後に開業したアクタ西宮を始め、ららぽーと甲子園、エビスタ西宮、コロワ甲子園（前身のプランタン甲子園は1993年開業、1995年にダイエー甲子園店に名称変更・直営化しダイエー旗艦店として成長）といった大型ショッピングセンターが相次いで開業したことや、市南部の臨港線沿いにコーナンやマルナカなどが出店したことで客足が大きく落ち、その後は赤字経営を強いられることとなった。
特に阪急西宮ガーデンズの開業が決定打となり、コープこうべは「これ以上の収支改善は望めない」として、2009年3月末を以ってフレンテ西宮から全面撤退することを西宮市側に伝えた。市としては当初は了承したものの、これを知った近隣住民が市長に撤退撤回を求める陳情を出すなど猛反発したため、最終的に地階（食料品）と1階（日用品）は営業を継続することとし、2階（服飾）・3階（家庭雑貨）のコープこうべ保有床を西宮市が買い上げることで決着した。なお、コープの撤退した2階・3階部分についてはニトリが新規開業している。

## 交通アクセス

### 鉄道
西宮駅 (JR西日本)から歩いてすぐ。

### バス
JR西宮南口・国道JR西宮駅前（どちらも阪神バス）から歩いてすぐ。